# Ayionóri
Ayionóri är en ort i Grekland.   Den ligger i prefekturen Nomós Korinthías och regionen Peloponnesos, i den sydöstra delen av landet, 80 km väster om huvudstaden Aten. Ayionóri ligger 532 meter över havet och antalet invånare är 319.
Terrängen runt Ayionóri är kuperad. Runt Ayionóri är det ganska glesbefolkat, med 23 invånare per kvadratkilometer. Närmaste större samhälle är Argos, 18,5 km sydväst om Ayionóri. 